# Єсениця (Церкно)
Єсениця (словен. Jesenica) — селище під горою Койца північний захід від Церкно, Регіон Горишка, Словенія. Висота над рівнем моря: 698,1 м.